# Jean-François Hénin
Pour les articles homonymes, voir Henin.
Jean-François Hénin est un homme d'affaires français né le 26 mai 1944 au château de Saint-Aubin-sur-Loire. 
Il est principalement connu pour son rôle dans l'affaire Executive Life, au cours de laquelle le Crédit lyonnais, alors banque publique française, contourne la loi américaine en rachetant cette société d'assurance-vie via une société écran offshore, l'affaire qui a suivi coûtant 750 millions de dollars d'amende à l'État français qui a couvert les dettes du Crédit lyonnais après la faillite de cette banque.

## Biographie

### Famille
- Stéphane Hénin (1910-2003), agronome et pédologue. De son mariage en janvier 1934 avec Huguette de Saint-Genys (1904-1995), naissent quatre enfants[1],[2] :
  - Patrick Hénin, général de brigade aérienne. De son mariage avec Bibiane Malcor Deydier de Pierrefeu, naissent trois enfants[2].
  - Christian Hénin. De son mariage avec Anne Triniac, naissent quatre filles[2].
  - Jean-François Hénin (1944), homme d'affaires français. De son mariage avec Michèle Morel, naissent quatre enfants[1].
  - Pierre-Yves Hénin (1946), économiste et historien français. De son mariage avec Martine Auclair, naissent quatre enfants[3],[2], dont :
    - Nicolas Hénin (1975[2]), journaliste français.

Il est le fils de l'agronome Stéphane Hénin,le frère du professeur Pierre-Yves Hénin et du général de l'armée de l'air Patrick Hénin, et l'oncle du journaliste Nicolas Hénin.

### Parcours professionnel
Il fait des études de droit et de sciences économiques, diplômé de l’Institut d'administration des entreprises de Paris (IAE Paris Sorbonne), 
Assistant du trésorier chez Bull (1970-71), chez Pechiney-Ugine-Kuhlmann (1971-72), trésorier international de Carnation (1972-79), et directeur de la trésorerie de la Société lyonnaise de dépôts (1979-82). 
En mai 1982, il est recruté par Alain Gomez comme trésorier de Thomson CSF (1982-90). Il réorganise la trésorerie du groupe au sein de Thomson CSF Finances qu’il transforme en véritable banque spéculative. Il prévoit la chute du dollar en 1984 et le krach d'octobre 1987, et Alain Gomez, le qualifie alors de « Mozart de la finance »,. 
Le 9 février 1990, Thomson CSF cède sa filiale financière au Crédit Lyonnais, qui la rebaptise Altus Finance. À travers Altus Finance, il rachète des « junk bonds » aux États-Unis, pour 450 millions d'euros, pariant sur un retournement de l'économie américaine qui n'arrivera pas. Parmi ces junk bonds, la société d'assurance Executive Life, achetée dans des circonstances troubles qui lui vaudront d'être condamné en 2006 à une amende d'un million de dollars par la justice américaine. Accusé d'être à l'origine des fausses déclarations du Crédit lyonnais à la Réserve fédérale américaine (Fed), Jean-François Hénin avait plaidé coupable des quatre chefs d'inculpation. Il se voit également infliger cinq ans de mise à l'épreuve et autant d'années d'interdiction du territoire américain.
En 1994, il quitte Altus Finance. Il est alors mis en cause dans le rapport de la commission d'enquête parlementaire sur le Crédit Lyonnais rédigé par François d'Aubert.
Après son départ du Crédit Lyonnais, Jean-François Hénin rachète une ancienne participation de la banque : EEM (Eau et Électricité de Madagascar), un conglomérat disposant de participations dans l'agroalimentaire, le vin... Il organise une souscription de 700 millions de francs pour redresser cette structure avec le soutien financier de Jean-Charles Naouri, Marc Ladreit de Lacharrière, Alain Mallart.
Il investit notamment dans le tourisme haut de gamme au Vietnam, alors que le tourisme est encore balbutiant dans ce pays, avant de revendre ces participations avec une plus-value importante.
Avec Maurel & Prom, compagnie d'extraction pétrolière qui exerce ses activités en particulier au Gabon et au Congo-Brazzaville, dont il prend le contrôle, il investit dans l'extraction pétrolière, notamment au Congo, rachetant une concession à Elf. Trouvant un gisement de 3 milliards de barils, il le revend à l'énergéticien italien ENI.
Le 12 août 2006, il annonce un projet d'exploitation minière et électrique de la mine de charbon du Sud Nivernais (arrêté le 14 décembre 2009).
En février 2016 il confirme rechercher à fusionner Maurel & Prom, trop dépendant de ses ressources gabonaises 98 % des revenus avec un ou plusieurs autres acteurs pétroliers.
Le 25 août 2016, Jean-François Hénin cède sa participation de 25 % dans le capital de Maurel & Prom (détenue via Pacifico - dont 99 % du capital appartient à Jean-François Hénin et à sa famille) à l'énergéticien indonésien Pertamina.